# زردپره سینه‌زرین
زردپره سینه‌زرین (نام علمی: Emberiza flaviventris) نام یک گونه از سرده زردپره‌های معمولی است.